# Enrico Porro
Enrico Porro (Lodi Vecchio, 16 januari 1885 - Milaan, 14 maart 1967) is een Italiaanse worstelaar. Hij werd olympisch kampioen in deze discipline.
In 1908 kwam hij uit op het onderdeel Grieks-Romeins lichtgewicht worstelen. De eerste ronde had hij een bye. Hierna kwam hij achtereenvolgens uit tegen József Téger, Gustaf Malmström en Gunnar Persson en won al deze partijen. Om vervolgens van Nicolay Orlov te winnen in de finale. Hij nam eveneens deel aan de Olympische Zomerspelen 1920 en Olympische Zomerspelen 1924 maar sneuvelde toen nog voor de finale.
Hij stierf na een langdurig ziekbed op de leeftijd van 82 jaar.

## Titels
- Olympisch kampioen Grieks-Romeins lichtgewicht worstelen - 1908
- Italiaans kampioen Grieks-Romeins lichtgewicht worstelen - 1905, 1906, 1909, 1910, 1920

1908: Enrico Porro ·
1912: Eemeli Väre ·
1920: Eemeli Väre ·
1924: Oskari Friman ·
1928: Lajos Keresztes ·
1932: Erik Malmberg ·
1936: Lauri Koskela ·
1948: Gustav Freij ·
1952: Sjazam Safin ·
1956: Kyösti Lehtonen ·
1960: Avtandil Koridze ·
1964: Kazim Ayvaz ·
1968: Munji Mumemura ·
1972: Sjamil Khisamoetdinov ·
1976: Soeren Nalbandjan ·
1980: Ştefan Rusu ·
1984: Vlado Lisjak ·
1988: Levon Dzjoelfalakjan ·
1992: Attila Repka ·
1996: Ryszard Wolny ·
2000: Filiberto Ascuy Aguilera ·
2004: Farid Mansoerov ·
2008: Steeve Guenot ·
2012: Kim Hyeon-woo ·
2016: Davor Štefanek ·
2020: Mohammad Reza Geraei
- Bibliothèque nationale de France: cb15797439r (data)
- International Standard Name Identifier: 0000 0004 5095 4793
- Virtual International Authority File: 316737358